# (2553) Viljev
(2553) Viljev est un astéroïde de la ceinture principale.

## Description
(2553) Viljev est un astéroïde de la ceinture principale. Découvert le 29 mars 1979 à Naoutchnyï par Nikolaï Tchernykh il porte le nom de Mikhaïl Viliev. Il présente une orbite caractérisée par un demi-grand axe de 3,09 UA, une excentricité de 0,05 et une inclinaison de 5,3° par rapport à l'écliptique.

## Compléments